# Castell de Cardona

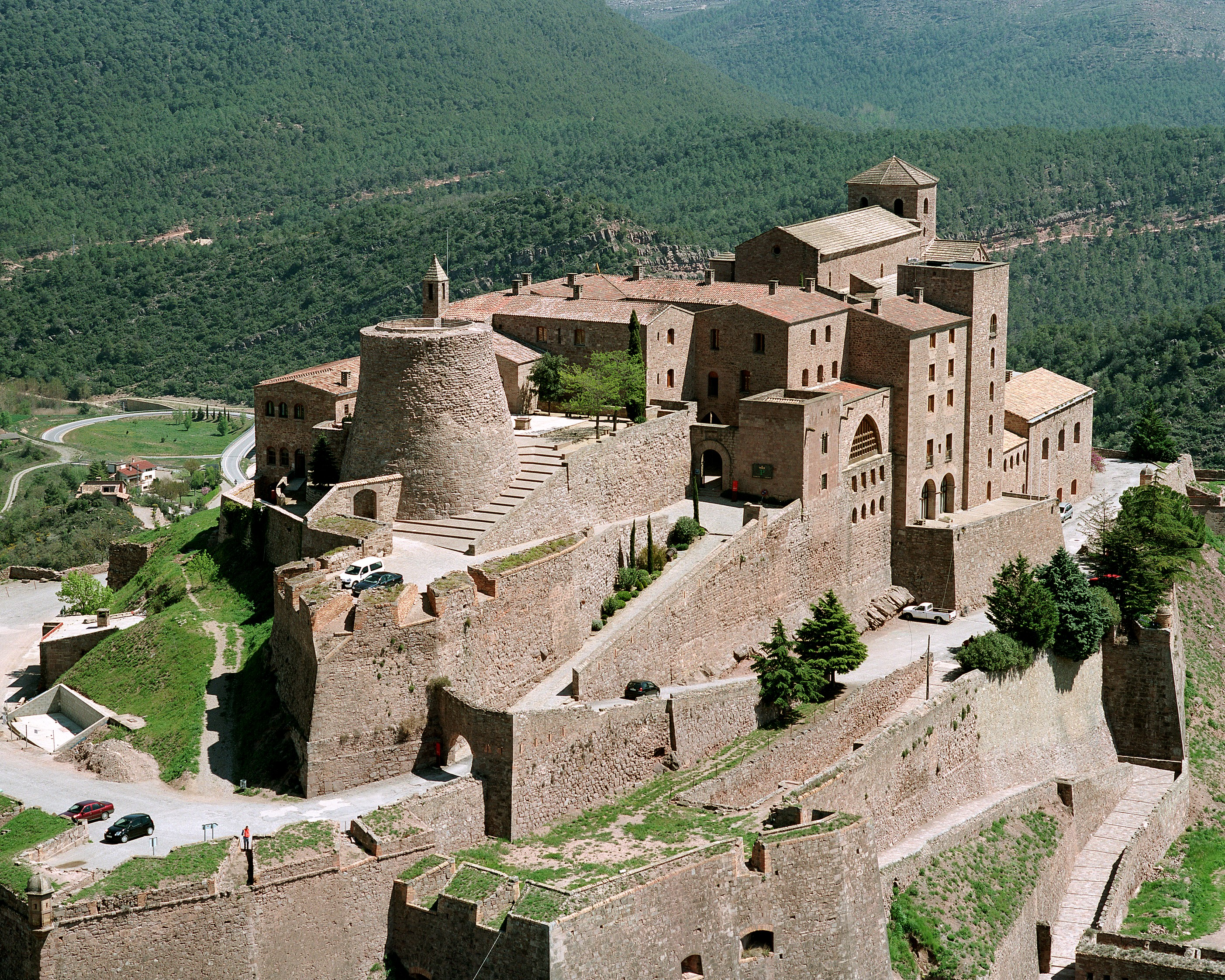
Castell de Cardona

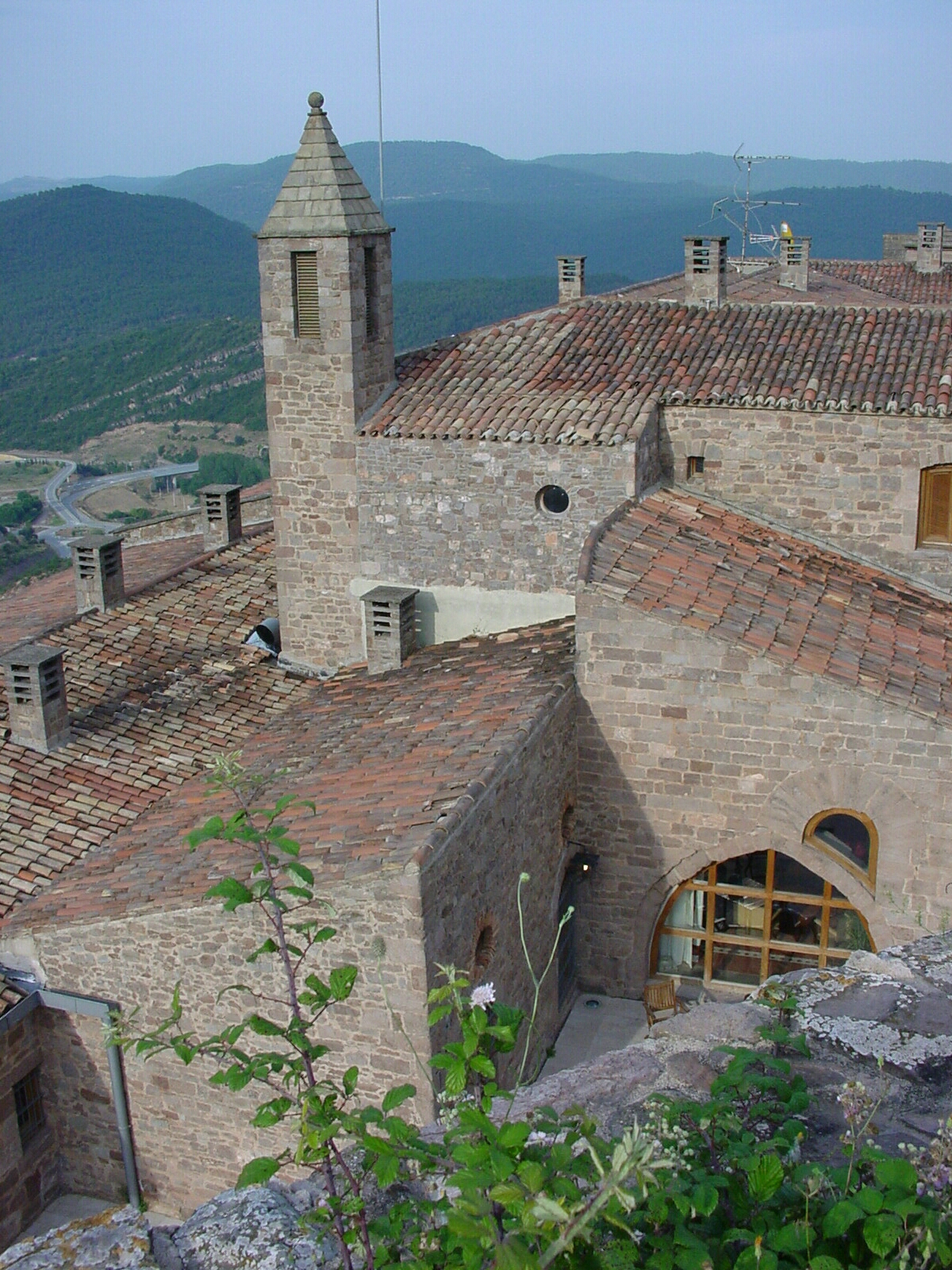
Im Parador von Cardona

Das Castell de Cardona (Katalanisch für ‚Burg von Cardona‘, auf Spanisch Castillo de Cardona) ist eine historische Festungsanlage in der Gemeinde Cardona gelegen in der Comarca Bages in der autonomen Region Katalonien rund 32 km nordwestlich von Manresa.

## Geschichte
Auf einem Hügel (589 Meter) erhebt sich die Festung, deren Silhouette den Ort überragt und die eine besonders gute Aussicht auf das Tal und die Salzberge bietet. Erbaut wurde das Castell im Jahr 886 von Guifré el Pilós. Er war der letzte von den Franken eingesetzte Graf von Barcelona.
Heute befindet sich in dem im 18. Jahrhundert wieder aufgebauten Palast der Parador de Cardona, ein staatlich geführtes Luxushotel. Beim Umbau wurden jedoch nur einige Elemente aus dem 11. Jahrhundert erhalten, so unter anderem die Stiftskirche Sant Vincenç und der berühmte Torre de la Minyona (‚Turm des Fräuleins‘). Den Überlieferungen nach soll dieser Turm als Gefängnis für Adelaïde, die Tochter eines Grafen von Cardona, gedient haben und bekam dadurch den Namen.
Die von weitem sichtbare Festung und die herausgehobene Lage hat das Castell de Cardona in ihrer lange Geschichte als Verteidigungsbau der fränkischen Grafschaften seit der Karolingerzeit zu verdanken. Hinzu kam, dass in direkter Nähe schon zur Römerzeit ein großes Salzvorkommen gefunden wurde, das bis heute abgebaut wird. Da Salz im Mittelalter eine große Bedeutung als Konservierungsmittel für Lebensmittel besaß, wurden ungewöhnlich sorgfältige Maßnahmen zum militärischen Schutz des Gebietes und des Salzbergwerks unternommen. Besonders gegen die islamische Eroberung setzte man sich erfolgreich zur Wehr, so dass die Burg bald als uneinnehmbar galt und ihren Besitzern den Aufstieg in höchste Adelsränge einbrachte.